# عملیات پی ایکس
عملیات پی ایکس (به ژاپنی: PX作戦، ت. «PX Sakusen») که با نام عملیات شکوفه‌های گیلاس در شب (ژاپنی: 夜桜作، ت. «Yozakura Sakusen») نیز شناخته می‌شود، یک حمله نظامی برنامه‌ریزی‌شده ژاپنی به غیرنظامیان در ایالات متحده آمریکا با استفاده از سلاح‌های بیولوژیکی بود که در طول جنگ جهانی دوم طراحی شده بود. این پیشنهاد برای زیردریاییهای نیروی دریایی امپراتوری ژاپن بود تا هواگردهای آب‌نشینی را به پرواز درآورند که طاعون خیارکی مسلح‌شده، ساخته‌شده توسط یگان ۷۳۱ ارتش امپراتوری ژاپن، را به سواحل غربی ایالات متحده منتقل کنند. این عملیات اندکی پس از نهایی شدن برنامه‌ریزی آن در مارس ۱۹۴۵ به دلیل مخالفت شدید ژنرال یوشیجیرو اومیزو، رئیس ستاد کل ارتش، متوقف شد.